# Білорусь і конфлікт на сході України
Республіка Білорусь та її громадяни перебували в різному ступені залученості в конфлікт на сході України. Події ознаменувалися наймасштабнішим участю білорусів в бойових діях за кордоном в XXI столітті.

## Мирний процес
У травні 2014 року начальник управління інформації МЗС Білорусі Дмитро Мірончік закликав сторони збройного конфлікту до мирного діалогу. Він заявив, що рішення даного питання повинне базуватися на об'єднавчих засадах, і його необхідно шукати в першу чергу в рамках широко загальнонаціонального діалогу, в якому були б представлені інтереси всіх сил.
У липні в Мінську, столиці Білорусі, був запущений мирний процес з української конфлікту. Тут же в якості робочого органу для вирішення оперативних питань створена тристороння контактна група, що складається з представників України, невизнаних Донецької і Луганської народних республік, Росії, а також ОБСЄ. Для вирішення кризи з глав держав і дипломатів Росії, України, Франції та Німеччини сформувалася так звана «Нормандська четвірка. У лютому 2015 року на зустрічі представників цієї групи в Мінську був присутній і Олександр Лукашенко. В рамках серії зустрічей і переговорів були підписані ряд угод, відомих як «мінські». Серед них:
- Мінський протокол або Мінськ-1 (5 вересня 2014 року)
- Мінський меморандум (19 вересня 2014 року)
- Мінська Угода або Мінськ-2 (11 — 12 лютого 2014 року)

У той же час в місію ОБСЄ з моніторингу ситуації в зоні бойових дій були направлені двоє білоруських військових.
Виступивши посередником в українській кризі, країна залучила до себе підвищену увагу з різних сторін. Білоруська влада, крім утримування Росія і США від нарощування протистояння по предмету конфлікту на Донбасі, також домагаються поліпшення своїх іміджевих позицій на Заході.
Проте, Білорусь домагалася більшої ролі в мирному врегулюванні. Так, в листопаді 2017 року міністр закордонних справ Володимир Макей заявив про готовність направити білоруських військовослужбовців-миротворців на Донбас, якщо це підтримають усі зацікавлені сторони. У вересні 2019 року президент Олександр Лукашенко знову підняв цю тему. Лідер держави повідомив про те, що його країна готова ввести своїх миротворців на Донбас і взяти за контроль протяжна ділянка українсько-російського кордону. За введення білоруських миротворців виступив також радник президента України Петра Порошенка, колишній генсек НАТО Андерс Фог Расмуссен. Однак, як заявила заступник глави МЗС України Олена Зеркаль, Республіка Білорусь не може брати участі в миротворчій місії ООН в Донбасі через членство в ОДКБ.

## Білоруси-комбатанти

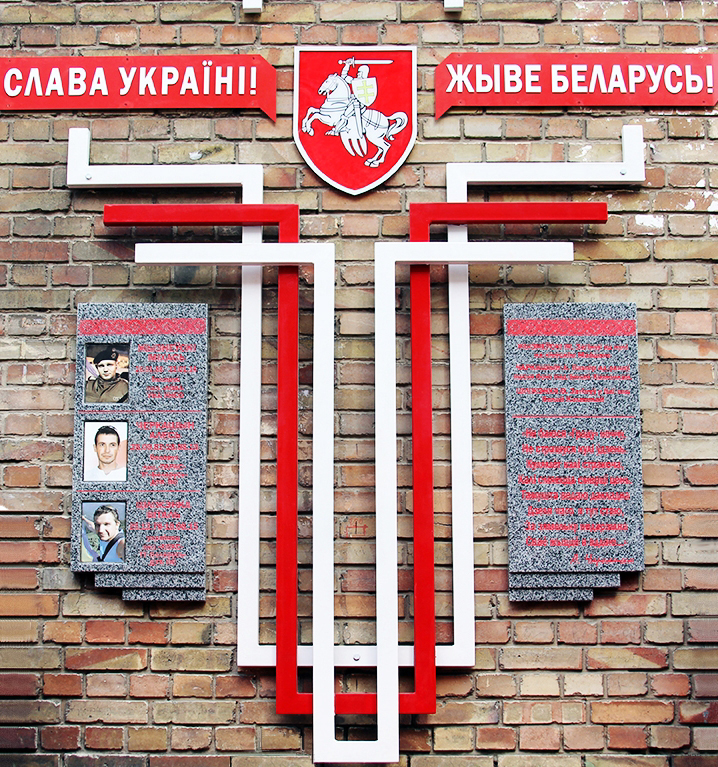
Пам'ятник білорусам, загиблим за Україну

Громадяни країни воювали як на боці Збройних сил України (Тактична група «Білорусь» з червня 2015 року, загін «Погоня» з червня 2014 по вересень 2016, батальйони «Азов» і «Торнадо», а також звичайні підрозділи ЗСУ), так і на стороні донбаського ополчення (в складі батальйону «Схід» і козачих загонів). Під час боїв за Іловайськ (серпень-вересень 2014 року) зафіксовано участь загону «Погоня», в ході яких відзначилися бойовики з позивними «Брест», «Усач» і «Горб», які зуміли підбити в вуличних боях танк Т-72 і дві БМД ополчення ДНР. Тактична група «Білорусь» брала участі в боях за Авдіївку, Піски, Волновахи, Мар'їнка.
На 28 березня 2018 року, згідно з інформацією білоруських властей, в конфлікті взяли участь 188 найманців і добровольців з Республіки Білорусь. Однак існують і інші цифри. Так, за даними Белсату, загальне число учасників конфлікту з білоруським громадянством до цього часу досягло 1 тис. чоловік. У ГУБОЗіК заявили, що приплив в зону бойових дій білорусів, характерний для перших років внутрішньоукраїнського конфлікту, до 2018 року був збитий. На той момент правоохоронні органи перевіряли на причетність до найманству на території України понад 730 білоруських громадян і осіб без громадянства, які проживають в республіці.
Згідно Громадському сектору загону «Погоня», у війні на Донбасі з української сторони взяли участь близько 200-250 білоруських громадян. Співавтор документальної книги «Добробати», колишній прес-офіцер батальйонів «Дніпро-1» і «Донбас» Василина Трохимович називала цифру в 400-500 чоловік, причому саме осіб з громадянством Республіки Білорусь, без урахування етнічних білорусів з української армії. Виходячи зі слів ветерана конфлікту Олександра Жучковского, за кількістю бійців в рядах проросійських сепаратистів Білорусь обходить тільки Росія. Чисельність білоруських найманців і добровольців на стороні самопроголошених республік він оцінив в 700-1000 чоловік. У 2016 році білорус Олександр Огренич (позивний «Гориничі»), який очолював підрозділ розвідки ополченців, назвав цифру в 700-800 ополченців.
На березень 2018 року відомо про загибель 17 громадян республіки, з яких 9 билися в рядах проросійських сепаратистів, а 8 — на боці України.

### Кримінальні переслідування
За статтею 361-3 Кримінального кодексу республіки за участь на території іноземної держави в збройних конфліктах або військових діях карається до 5 років обмеження волі або від 2 до 5 років в'язниці, а за статтею 361-1 за створення екстремістського формування або керівництво таким формуванням або входять в нього структурним підрозділом загрожує до 10 років в'язниці.
Активно відстежувати ветеранів конфлікту білоруські силовики почали з 2015 року. У 2017 році слідчі порушили 10 кримінальних справ, і вже до кримінальної відповідальності притягнули сім чоловік. За словами начальника Головного управління по боротьбі з організованою злочинністю і корупцією (ГУБОПіК) МВС полковника міліції Миколи Карпенкова, крім цього встановлено більше 20 громадян України, Росії, Таджикистану, які проживали на території Білорусі і воювали на Донбасі. Голова КДБ Валерій Вакульчик в 2019 році заявив, що фігурантами кримінальних справ про найманство є 138 осіб. Суди, як правило, проходять в закритому режимі і не завжди відомі ЗМІ. Найбільш гучними стали наступні:
- 2016: Восени 28-річного уродженця Новополоцка Тараса Аватарова, який повернувся з війни на Донбасі, засудили на 5 років. Однак йому пред'явили звинувачення в зберіганні та перевезенні боєприпасів. Чоловіка затримали вночі на залізничному вокзалі. Його видав стирчить з-під куртки бронежилет. Під час обшуку в речах знайшли саморобну гранату, пістолет і довідку про участь в антитерористичній операції в Україні, видану угрупованням «Правий сектор».
- 2017: У березні засудили 20-річного вітебляніна, який воював у складі батальйону «Азов». Судовий процес був збуджений не по найманство, а за грабіж, розпалювання расової, національної ворожнечі, зберігання і розповсюдження порнографії, особливо злісне хуліганство і наругу над пам'ятниками захисникам Вітчизни. В результаті той отримав 7 років колонії посиленого режиму. У вересні 29-річний білорус отримав 2 роки обмеження волі без направлення до виправної установи відкритого типу — його судили за статтею 361-3. За неофіційними даними, це житель Постав, який воював на сході України. Через місяць з тієї ж статті і такий же термін отримав 41-річний житель Річиці, який воював за самопроголошену ДНР. У грудні гомельчанин, що воював на боці донецьких ополченців, засудили на два роки. Гомельський обласний суд виніс вирок 29-річному білорусу за кримінальною статтею «Участь на території іноземної держави в збройному формуванні або збройному конфлікті, військових діях, вербування або підготовка осіб до такої участі». За найманство за статтею 361-3 білорус отримав мінімальний термін — 2 роки позбавлення волі. У суді обвинувачений запевняв, що не був військовослужбовцем, не мав вогнепальної зброї і не брав участі в бойових діях. За словами гомельчанин, він вступив в російську громадську організацію, прийняв присягу на вірність і попрямував з гуманітарною місією на територію України, яка знаходиться під контролем ЛНР.
- 2018: У травні по 361-3 колонії загального режиму отримав житель міста Кругле. Білорус воював на боці самопроголошеної ЛНР.

9 вересня 2015 року в готельному комплексі під Києвом співробітниками карного розшуку та військової прокуратури України був затриманий брестчанин Данило Олександрович Ляшук (нар. 1 листопада 1995), відомим також як «Моджахед». Він звинувачувався в причетності до мародерству, викрадень, жорстоким тортурам і катуванням населення Луганської області. Білоруса українські правоохоронні органи шукали більше двох місяців. Йому були пред'явлені звинувачення, передбачені частиною 1 статті 255 («Створення злочинної організації з метою вчинення тяжкого чи особливо тяжкого злочину або участь в ній, або участь у злочинах, вчинюваних такою організацією»), частиною 5 статті 27 («пособництво у вчиненні злочину або його приховування »), частиною 2 статті 365 («Перевищення влади або службових повноважень, якщо воно супроводжувалося насильством, застосуванням зброї або болісними і такими, що ображають особисту гідність потерпілого, діями»), частиною 3 статті 146 (« Незаконне позбавлення волі або викрадення людини, вчинені в складі організованої групи, або якщо вони спричинили тяжкі наслідки ») і частиною 2 статті 127 КК України (« Катування, вчинені за попередньою змовою групою осіб, або службовою особою з використанням свого службового становища »). За даними слідства, в період між 13 березня і 2 квітня 2015 року Ляшук брав участь у викраденні і тортурах 10 осіб. Головний військовий прокурор Анатолій Матіос зазначив, що саме він «з надзвичайних цинізмом і зухвалістю, жорстокістю і жорстокістю здійснював найбільш жорстокі тортури місцевого населення Луганської області, організовував і брав безпосередню участь у згвалтуванні затриманих, яких він разом з іншими підозрюваними викрадав з корисливих мотивів».
Раніше Ляшук значився як навколофутбольний «правий» репер Денні Мед, брав участь у бійках з членами «антифа», вболівав за брестський «Динамо». За ним також зафіксовані симпатії до бойовиків ІГІЛ і нацистської ідеям. 24 листопада 2014 року його виїхав з Бреста на маршрутному автобусі на Україну. Ляшук вступив в роту патрульної служби міліції особливого призначення «Торнадо» ГУ МВС України в Запорізькій області під командуванням неодноразово судимого Руслана Онищенко. В на початку 2015-го білорус отримав поранення в боях під Луганськом. Після дніпропетровського госпіталю повернувся до лав роти «Торнадо».
У квітні 2017 року оболонський суд Києва виніс вирок 12 бійцям добровольчої спецроти міліції «Торнадо», в тому числі і Ляшук. Білорус отримав 10 років в'язниці.
23 травня 2021 року борт FR4978 ірландської авіакомпанії Ryanair, що летів з Афін до Вільнюса, отримав повідомлення про мінування і приземлився в національному аеропорту Мінськ. Спочатку державне агентство БелТА повідомило, що ініціатива дострокового приземлення виходила від пілотів однак згодом представник Ryanair повідомив, що курс літака був змінений за вказівкою білоруського центру з управління повітряним рухом. Від білоруських диспетчерів, за твердженням авіакомпанії, надійшла інформація про загрозу вибуху на борту літака. Після посадки був затриманий білоруський опозиційний активіст Роман Протасевич, раніше воював на Донбасі в складі проурядової батальона «Азов». Представники самопроголошених республік звинувачують білоруса в скоєнні злочинів проти мирного населення. Президент Олександр Лукашенко заявив, що не заперечує проти того, щоб повстанці приїхали до Мінська і допитали затриманого.

## Гуманітарна допомога
Перша гуманітарна допомога для жителів південного сходу України була зібрана і спрямована в грудні 2014 року Союзом афганців Білорусі, спільно з групою «СРСР» і російськими однодумцями. Вантаж доставлений в Новосвітлівка. Волонтери привезли їжу для нужденних мешканців і більше 35 тисяч книг, які пішли в бібліотеки Донбасу[неавторитетне джерело].
26 квітня 2017 року Олександра Лукашенко оголосив наміри відправити тепер уже урядову гуманітарну допомогу. У червні вантаж був відправлений. Гуманітарна допомога складалася з стандартного продуктового і гігієнічного комплекту з розрахунку на чотири тисячі осіб. У нього входили соняшникову олію, крупи і макаронні вироби, цукор, м'ясні консерви, дріжджі, борошно, шампунь, мило, зубна паста, миючі та інші гігієнічні засоби. Загальна вага вантажу становить 58 тонн.
У червні 2018 з маршруту Мінськ — Київ — Сєверодонецьк — Краматорськ вирушив новий конвой з гуманітарною допомогою для жителів регіону. Вантаж містив продукти харчування, ковдри, намети, пересувні дизельні електростанції та взуття, а також 150 комплектів парт і стільців для дітей старшого шкільного віку, 75 шаф для шкільного приладдя та підручників і 44 холодильника «Атлант». Загальним вага вантажу становив 55 тонн, загальною вартістю близько 80 тис. Доларів. У Києві були вивантажені продукти, а меблі та холодильники відправлені безпосередньо в Східну Україну.

## Біженці
За даними комісара ООН у справах біженців, до листопада 2016 року в країну прибуло близько 160 тис. українських біженців. Далеко не всі вони були з Донбасу. Частина їх пройшла процедуру натуралізації, частина отримала дозвіл на постійне проживання, частина просто отримала тимчасовий притулок і після нормалізації ситуації повернулася в держава громадянської належності або переїхала в треті країни. За розпорядженням Олександра Лукашенка біженцям були надані пільги, в тому числі пріоритет при оформленні документів і сприяння в працевлаштуванні. Як заявив начальник Департаменту по громадянству і міграції МВС Олексій Бігун, на 2020 рік понад 3 тис. 850 громадян України мали на території Білорусі додатковий захист, також деяким з них надано статус біженця, 2/3 були особами працездатного віку і працювали на території країни, 12% громадян перебували у відпустці по догляду за дитиною, багато українців, які отримали додатковий захист, народили в республіці дітей і досить інтенсивно інтегрувалися в суспільство.
За словами білоруського юриста Максима Ганцевича, більшість українців, які втекли від військових дій в Білорусі, навіть не намагалися отримати статус біженця і знаходилися фактично в статусі трудових мігрантів. Багато взагалі не вважали за потрібне ставати на облік в посольстві і не намагалися офіційно працевлаштуватися. Крім того, деякі перетинали кордон багаторазово, а хтось не мав наміру отримувати посвідку на проживання чи знаходиться в Білорусі короткочасно. Але більшість людей, що бігли від конфлікту, просто не знали, що при перетині кордону їм відразу ж потрібно було заявити про подачу на статус біженця. Замість цього вони спочатку їхали до родичів або друзів, а вже потім зверталися до відділів з питань громадянства і міграції за реєстрацією.